# Acalolepta pseudotincturatus
Acalolepta pseudotincturatus là một loài bọ cánh cứng trong họ Cerambycidae.